# Serjania setigera
Serjania setigera är en kinesträdsväxtart som beskrevs av Ludwig Radlkofer. Serjania setigera ingår i släktet Serjania och familjen kinesträdsväxter. Inga underarter finns listade i Catalogue of Life.